# Trigonotis borneensis
Trigonotis borneensis är en strävbladig växtart som först beskrevs av Otto Stapf, och fick sitt nu gällande namn av Ivan Murray Johnston. Trigonotis borneensis ingår i släktet Trigonotis och familjen strävbladiga växter. Inga underarter finns listade i Catalogue of Life.